# Рыпушкалицы
Рыпушка́лицы (карел. Riipuškal) — деревня в составе Олонецкого городского поселения Олонецкого национального района Республики Карелия.

## География
Расположена в 4 км к западу от Олонца, на левом берегу реки Олонка.

## История
Рыпушкальская волость в конце XIX—начале XX в. в. была знаменита промыслами — плетением изделий из соломы и производством саней, тарантасов, кабриолетов и тележных осей. Был развит кожевенный промысел.
В результате сокращения населения в 1957 году к Рыпушкалицам были присоединены деревни Вайкойла, Ватчелицы, Верхняя Седокса, Созойла, Ченгелицы и Шоккойла.

## Население
| 2002 | 2009 | 2010 | 2013 |
| ---- | ---- | ---- | ---- |
| 850  | ↘779 | ↘725 | ↘691 |

## Образование и культура
Работает Рыпушкальская основная общеобразовательная школа, детский сад, дом культуры.

## Экономика
В деревне работает ООО «Совхоз „Аграрный“». Специализация совхоза — молочное животноводство.

## Транспорт
Через деревню проходит автодорога 86К-8 «Олонец — Питкяранта — Леппясилта».

## Памятники истории
В деревне сохраняется памятник воинам, погибших в годы Великой Отечественной войны.

## Известные уроженцы
Кошкин Ф. Ф. (1927—1993) — вальщик леса, Герой Социалистического Труда.

## Улицы
- ул. Лесная
- пер. Лесной
- ул. Луговая
- ул. Полевая
- ул. Садовая
- ул. Школьная